# 7985 Nedelcu
7985 Nedelcu (denumit anterior: (7985) 1981 EK10)  este o planetă minoră din centura de asteroizi.  A fost descoperită de Schelte J. Bus la Siding Spring Observatory lângă Coonabarabran, New South Wales, Australia, la 1 martie 1981.

## Numele asteroidului
Asteroidul a primit numele în onoarea astronomului român Dan Alin Nedelcu, de la Institutul Astronomic al Academiei Române.

## Legături externe
- JPL Small-Body Database Browser
- [nefuncțională – arhivă]

1. 1 2 3  JPL Small-Body Database, accesat în 21 noiembrie 2023